# Serial młodzieżowy
Serial młodzieżowy – seryjna dramatyczna produkcja telewizyjna, która skupia się na nastoletnich postaciach. Gatunek jest stosunkowo nowy, po raz pierwszy pojawił się w późnych latach 80. XX wieku. Na początku serialu postacie mają ok. 15–17 lat, a kiedy serial się kończy (jeśli trwa przez wiele sezonów) mają ponad dwadzieścia lat. Bohaterowie zazwyczaj stają przed takimi kwestiami jak związki, młodzieńcza ciąża, aborcja, żałoba, przemoc w rodzinie, bezdomność, coming out, gwałt, alkoholizm, narkomania, tolerancja wobec odmienności, czy samobójstwo.

## Popularne rodzaje seriali młodzieżowych
Seriale młodzieżowe zazwyczaj odwołują się do widowni młodzieżowej. Najpopularniejsze pozycje młodzieżowe rozgrywają się w środowiskach klasy wyższej (np. Beverly Hills, 90210, Życie na fali) lub jeśli ich akcja umieszczona jest w innych środowiskach np. małomiasteczkowych (np. Jezioro marzeń, Pogoda na miłość), grają w nich atrakcyjni aktorzy, którzy są o przynajmniej kilka lat starsi od swych postaci. Seriale które przedstawiają życie nieco bardziej realistycznie z nastoletnimi aktorami nie radzą sobie równie dobrze. Przykładami takich produkcji pozytywnie ocenionych przez krytykę są Moje tak zwane życie, Luzaki i kujony i nieco mniej pozytywnie oceniane Life As We Know It. Żaden z wymienionych nie przetrwał całego sezonu.
Wyjątkiem od tego trendu są kanadyjskie seriale z cyklu Degrassi. Trzy powstałe produkcje zdobyły popularność w Kanadzie, a jeden z nich nawet w Stanach Zjednoczonych wśród widowni młodzieżowej dorównywał popularności Pogody na miłość.
Najbardziej popularne seriale młodzieżowe w Stanach Zjednoczonych produkowane są w stacjach skierowanych na odbiorcę młodzieżowego tj. Fox Television Network oraz The CW Television Network, podczas gdy mniej popularne były pokazywane w stacjach CBS, NBC i ABC.
W Wielkiej Brytanii seriale młodzieżowe były kierowane do starszych dzieci i nastolatków. Pokazywane były w godzinach po zakończeniu zajęć szkolnych w specjalnych programach rozrywkowych między kreskówkami i innymi programami dla dzieci. Jedynymi wyjątkami są młodzieżowa opera mydlana Hollyoaks, Skins i Sugar Rush prezentowane we wczesnych i późnych godzinach wieczornych kierowane do starszych nastolatków.
Niektóre seriale młodzieżowe można zaliczyć do podkategorii science-fiction. Pozycje takie jak: Tajemnice Smallville, Roswell: W kręgu tajemnic i Kyle XY pokazują nastolatków, którzy są kosmitami próbującymi dopasować się do normalnej młodzieży chodzącej do szkoły średniej.
Inną podkategorię stanowią sitcomy młodzieżowe, do których należą m.in. Szczęśliwe dni, Bajer z Bel-Air, Sabrina, nastoletnia czarownica, trzy serie Byle do dzwonka (Saved By The Bell), Zwariowany świat Malcolma, Jak dwie krople czekolady, Różowe lata siedemdziesiąte, Siostrzyczki, Hannah Montana, Wszyscy nienawidzą Chrisa czy polski serial Disney Channel Do dzwonka.

## Historia seriali młodzieżowych

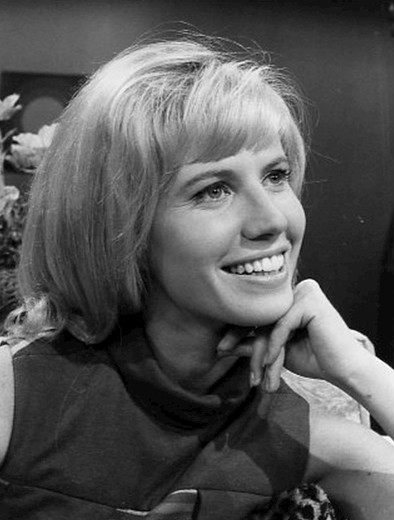
Kadr z serialu Love Is a Many Splendored Thing

Pierwsze skierowane na młodzież seriale nie były nazywane „serialami młodzieżowymi”. Jednym z pierwszych była trwająca jeden sezon opera mydlana Never Too Young pokazywana od 1965 do 1966 roku. Na przełomie lat 60. i 70. XX wieku, młodsi widzowie zaczęli odnajdywać postaci, z którymi mogli się identyfikować w serialach prezentowanych w godzinach południowych. Wyświetlany od 1967 r. serial Love is a Many Splendored Thing szybko stał się przebojem wśród nastolatków. Podobnie było z produkowanymi od 1970 r. Wszystkimi moimi dziećmi oraz od 1973 r. Żarem młodości.
Różne seriale prezentowane w czasie prime time, które przedstawiały całą rodzinę, większość uwagi skupiały na postaciach dorosłych. Działo się tak w przypadku Eight is Enough, Family, Domku na prerii, The Waltons i James at 15. W rezultacie młode gwiazdki takie jak Willie Aames, Kristy MacNichol i Melissa Gilbert stały się idolami młodzieży.
Jednym z oryginalnych seriali młodzieżowych był Degrassi Junior High i późniejszy Degrassi High, które pokazywane w późnych latach 80. i wczesnych 90. XX wieku stały się bardzo popularne w Kanadzie i Stanach Zjednoczonych. Wiele lat po premierze Degrassi w 1990 r. Aaron Spelling wyprodukował Beverly Hills, 90210. Gwiazdy serialu natychmiast osiągnęły popularność wśród młodej widowni, grający główne role aktorzy Luke Perry, Jason Priestley i cała produkcja stała się fenomenem oraz serialem numer 1 wśród nastoletnich dziewcząt we wczesnych latach 90. XX wieku. Beverly Hills 90210 utrzymywał popularność w pierwszej połowie dekady, pozostając w produkcji do 2000 roku.
Następnym serialem młodzieżowym na antenie było Moje tak zwane życie pokazywane na ABC w 1994 r. Chociaż pozytywnie oceniony przez krytykę nie zdobył popularności w rankingach oglądalności i jego produkcja zakończyła się po pierwszym sezonie. Jedną z przyczyn niepowodzenia mogło być umieszczenie go w tym samym paśmie czasowym, w którym NBC emitowało debiutujący w tym samym roku sitcom Przyjaciele. Moje tak zwane życie doprowadziło jednak do rozwoju kariery takich młodych aktorów jak Claire Danes i Jared Leto.
Ich pięcioro debiutujący w stacji Fox w 1994 roku stał się natychmiastowym przebojem wśród widowni młodzieżowej. Gwiazdy takie jak Matthew Fox i Scott Wolf były obiektami adoracji. Dzięki niemu rozwinęły się również kariery Jennifer Love Hewitt, Neve Campbell i Lacey Chabert.
Powstanie skierowanej na nastolatków sieci WB w 1995 r. zapoczątkowało zupełnie nową erę seriali młodzieżowych. W ciągu trzech lat premierę miały: Buffy: Postrach wampirów, Felicity i Jezioro marzeń i wkrótce zdobyły duże grono młodzieżowych widzów. Serial rodzinny Siódme niebo również cieszył się zainteresowaniem wśród nastolatków. Jezioro marzeń przez część odbiorców było uważane za następcę Beverly Hills 90210.
W następnych kilku latach powstały cieszące się popularnością: Everwood, Kochane kłopoty i Tajemnice Smallville. Jakkolwiek ta ostatnia produkcja jest serialem science-fiction opowiadającym o młodych latach Supermana, skupia się na nim jako na nastolatku i wiele historii oscyluje wokół relacji między nastoletnimi postaciami. Degrassi: Nowe pokolenie także zaczęło zdobywać rzesze widzów. Z drugiej strony pozytywnie oceniony przez krytykę Luzaki i kujony mimo kultowości w niektórych kręgach, z powodu niskiej oglądalności wycofano z produkcji po jednym sezonie. Przyczynami mogły być nieatrakcyjne i nieregularne godziny emisji oraz zbyt realistyczny obraz młodzieżowego życia.
W 2003 roku pojawił się nowy zestaw seriali. Tego roku zakończono emisję Jeziora marzeń i Buffy postrachu wampirów. Jesienią zadebiutowały Życie na fali w stacji Fox i Pogoda na miłość na WB. Pierwszy z nich szybko stał się hitem wśród nastolatków, drugi natomiast wolno zdobywał widzów, ale do maja 2007 r. powstało już więcej jego odcinków.
Życie na fali było inspiracją serialu z gatunku reality show produkowanego przez MTV Laguna Beach: The Real Orange County. W zamierzeniu jest on serialem dramatycznym bez scenariusza odwołującym się do Życia na fali. Niebywałą popularność produkcji wśród nastolatków potwierdza fakt, że jej fanklub na stronach MySpace skupia ponad 100.000 członków.
W końcu pierwszej dekady XXI wieku gatunek doświadczył kolejnego odrodzenia wraz z pojawieniem się stacji ABC Family, która zaprezentowała cały zestaw nowych pozycji, w tym Greek, Tajemnica Amy i Słodkie kłamstewka. Również The CW przyczyniło się do tego zjawiska nowym serialami Plotkara, 90210, będącym nawiązaniem do hitu sprzed dwóch dekad i Pamiętniki wampirów. Emitowany przez stację Fox Glee również stał się niezmiernie popularny pośród nastolatków i młodzieży.
Platforma Netflix także poszerzyła zbiór produkcji kierowanych do młodzieży: Stranger Things (2016) będący również serialem sci-fi, Atypowy (2017), Riverdale (2017) z wątkiem kryminalnym, Trzynaście powodów (2017) będący pierwszym serialem, który dotyka tak poważnego problemu, jakim jest samobójstwo wśród nastolatków, Sex Education (2019), Szkoła dla elity (2018), Chiling Adventures of Sabrina (2018).

## Polskie seriale młodzieżowe
Do roku 1989 trudno mówić w Polsce o produkcjach typowo z gatunku „serial młodzieżowy”. Istniały pozycje w których wiele postaci stanowiły młodsze nastolatki, ale były to raczej seriale dla dzieci. Przykładem może tu być Przygrywka z 1982 r. czy Janka z 1989 r.
Sytuacja zmieniła się w 1993 roku za sprawą Pamiętnik nastolatki. Powstaje Pokój 107 w 1997 r. czy Klasa na obcasach w 2000 r., ale kończą się na kilkunastu odcinkach i trudno mówić o rozwoju gatunku. Jego bardziej znanym przedstawicielem jest Egzamin z życia (2005), można również poniekąd zaliczyć do niego sitcom Lokatorzy z 2000 r. (zwłaszcza późniejsze odcinki po przesunięciu starszych postaci do Sąsiadów).